# Герольд (Німеччина)
Герольд (нім. Herold) — громада в Німеччині, розташована в землі Рейнланд-Пфальц. Входить до складу району Рейн-Лан. Складова частина об'єднання громад Катценельнбоген.
Площа — 4,09 км2. Населення становить 394 ос. (станом на 31 грудня 2020).